# Víctor René Mendieta Ocampo
Víctor René Mendieta Ocampo (16 giugno 1961) è un allenatore di calcio ed ex calciatore panamense, di ruolo attaccante.

## Biografia
Anche suo figlio Víctor René Mendieta Sáenz è stato un calciatore.

## Carriera

### Club
Ha giocato nella massima serie dei campionati messicano e panamense.

### Nazionale
Ha giocato con la nazionale panamense dal 1980 al 2000.

## Palmarès

### Giocatore

#### Competizioni nazionali
- Campionato messicano: 1

Tampico Madero: 1994
- Campionato panamense: 6

Tauro: 1999-2000, Apertura 2003, Clausura 2003, Clausura 2006, Apertura 2007, Apertura 2010